# Ribeira da Mota
Ribeira da Mota é um sub-afluente da margem esquerda do Rio Douro, com cerca de 6 km de extensão.
Nasce na freguesia de Guisande, concelho de Santa Maria da Feira, e vai ao encontro do Rio Inha, na freguesia de Canedo, que por sua vez é afluente do Rio Douro.
Apesar de ser um pequeno curso de água, tem uma enorme importância no contexto agrícola e social das freguesias por onde passa: Guisande, Louredo e Canedo.
Ao longo do seu percurso estão implantados diversos moinhos de água, funcionando um ou outro, sendo que a maioria está desactivada e até em ruínas.
Outrora os moinhos foram importantes estruturas de utilização e fruição comunitária das populações sobreviventes pela agricultra mas hoje são apenas memórias e ruínas. Apesar de tudo começa a crescer um interesse das autarquias em proceder à sua requalificação e inseri-los pelo menos num contexto de importância sócio-cultural.